# Imma harpagacma
Imma harpagacma är en fjärilsart som beskrevs av Edward Meyrick 1935. Imma harpagacma ingår i släktet Imma och familjen Immidae. Inga underarter finns listade i Catalogue of Life.